# (6010) Lyzenga
(6010) Lyzenga es un asteroide perteneciente al cinturón de asteroides, región del sistema solar que se encuentra entre las órbitas de Marte y Júpiter, más concretamente a la familia de Eunomia, descubierto el 19 de julio de 1990 por Eleanor F. Helin desde el Observatorio del Monte Palomar, Estados Unidos.

## Designación y nombre
Designado provisionalmente como 1990 OE. Fue nombrado Lyzenga en homenaje a Gregory Lyzenga, profesor de física en Harvey Mudd College. Su gran interés en planetas menores y su experiencia en astronomía observacional se combinan con una aptitud para relacionar temas científicos con audiencias diversas. Sus generosos dones de tiempo y talento para apoyar la investigación de asteroides son muy apreciados.

## Características orbitales
Lyzenga está situado a una distancia media del Sol de 2,573 ua, pudiendo alejarse hasta 3,028 ua y acercarse hasta 2,118 ua. Su excentricidad es 0,176 y la inclinación orbital 12,77 grados. Emplea 1507,96 días en completar una órbita alrededor del Sol.

## Características físicas
La magnitud absoluta de Lyzenga es 13,2. Tiene 6,273 km de diámetro y su albedo se estima en 0,258. 